# 氷川きよし・演歌名曲コレクション 大井追っかけ音次郎 〜青春編〜
『氷川きよし・演歌名曲コレクション 大井追っかけ音次郎 〜青春編〜』（ひかわきよし・えんかめいきょくコレクション おおいおっかけおとじろう せいしゅんへん）は、2001年6月21日にリリースされた、氷川きよしの1stフルアルバム。

## 概要
ヒット曲「箱根八里の半次郎」「大井追っかけ音次郎」に加え、三波春夫、村田英雄、小林旭らのカバーを収録。

## 収録曲
全編曲：伊戸のりお
1. 大井追っかけ音次郎 〜青春編〜
  - 作詞：松井由利夫／作曲：水森英夫
2. 純子の港町
  - 作詞：仁井谷俊也／作曲：水森英夫
3. 北荒野
  - 作詞：松井由利夫／作曲：水森英夫
4. 花の渡り鳥
  - 作詞：木下龍太郎／作曲：水森英夫
5. 浅草人情
  - 作詞：松井由利夫／作曲：水森英夫
6. 箱根八里の半次郎
  - 作詞：松井由利夫／作曲：水森英夫
7. 雪の渡り鳥
  - 作詞：清水みのる／作曲：陸奥明
8. 僕は泣いちっち
  - 作詞・作曲：浜口庫之助
9. 雨に咲く花
  - 作詞：高橋掬太郎／作曲：池田不二男
10. さすらい
  - 作詞：西沢爽／補作（詞・曲）：狛林正一
11. あの娘たずねて
  - 作詞：永井浩／作曲：桜田誠一
12. 無法松の一生〈度胸千両入り〉
  - 作詞：吉野夫二郎／作曲：古賀政男